# 徳和村
徳和村（とくわむら）は、かつて新潟県佐渡郡にあった村。

## 地理
- 島嶼：佐渡島

## 沿革
- 1889年（明治22年）4月1日 - 町村制施行に伴い羽茂郡徳和村が村制施行し、徳和村が発足。
- 1896年（明治29年）4月1日 - 郡の統合により佐渡郡に所属[1]。
- 1901年（明治34年）11月1日 - 佐渡郡赤泊村、真浦村、三川村、川茂村（一部）と合併し、赤泊村を新設して消滅。